# Ilgizar Mardeev
Pas d'image ? Cliquez ici
Ilgizar Mardeev (en russe : Ильгизар Мардеев), né le 4 juillet 1958 à Pogranitchny et décédé le 24 août 2014 à Naberejnye Tchelny, est un pilote de rallyes russe, spécialiste de rallyes-raids en camions, deuxième du classement général du Paris-Dakar en 2007. 

## Biographie
Ilgizar Mardeev décède dans un accident de Quad survenu le 24 août 2014 au bord de la rivière Pikhta à Naberejnye Tchelny. Son fils est le pilote de camion Ayrat Mardeev.

### Rallye Dakar
| Année | Catégorie | Marque | Position | Victoires d'étapes |
| ----- | --------- | ------ | -------- | ------------------ |
| 2004  | Camion    | KamAZ  | 4e       | -                  |
| 2007  | Camion    | KamAZ  | 2e       | -                  |
| 2009  | Camion    | KamAZ  | 4e       | -                  |
| 2010  | Camion    | KamAZ  | 5e       | 1                  |
| 2011  | Camion    | KamAZ  | 4e       |                    |